# McLaren 570S
El McLaren 570S, conocido con el nombre código P13 durante su programa de pruebas y desarrollo, es un automóvil deportivo diseñado y producido por fabricante británico McLaren Automotive. Se dio a conocer en el Salón del Automóvil de Nueva York de 2015. La compañía anunció que el modelo contribuiría a triplicar su volumen de ventas para 2020, con un precio en el Reino Unido previsto en 143 250 £, mientras que el precio en América del Norte se estimó en US$180 000 (equivalente a $231 374 en 2023).

## Diseño y especificaciones

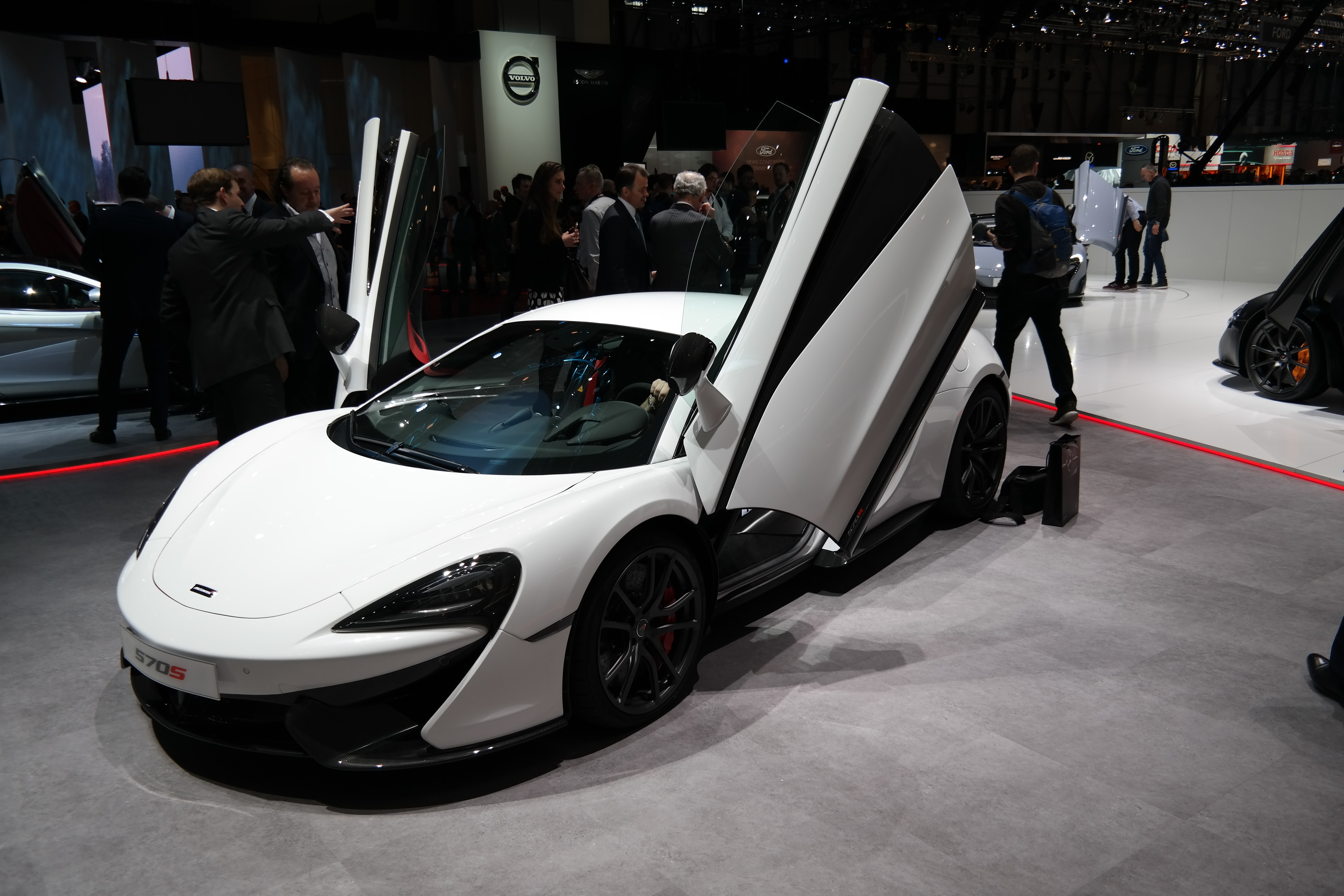
En el Salón del Automóvil de Ginebra de 2016.

El coupé también marca el nacimiento oficial de la Sports Series, la cual sería desarrollada como el nivel de entrada de tres nuevos peldaños de estrategia de modelos, que también incorporan la Super Series y la Ultimate Series.
El debut de los modelos de la Sports Series traería otro salto, ya que la compañía esperaba un tope de producción de alrededor de 4000 unidades por año, cuando los 570S y demás subsecuentes estén en el rango establecido.
Retiene el formato de motor central y está equipado con una nueva iteración del motor V8 biturbo de 3799 cm³ (3,8 L; 231,8 plg³) ya utilizado en el 650S y P1, designado como "M838T E", donde la E significa "Evolución", con el treinta por ciento de las partes rediseñadas. Acelera de 0 a 100 km/h (62 mph) en 3,2 segundos, de 0 a 200 km/h (124 mph) en 9,5 segundos, de 0 a 100 mph (161 km/h) en 6,3 segundos y puede alcanzar una velocidad máxima de 204 mph (328 km/h). Alcanza el 1/4 de milla (402 m) desde parado en 10,9 segundos.
La disposición es de una configuración de motor central-trasero y tracción trasera que, como su nombre lo indica, entrega 570 CV (562 HP; 419 kW) a las 7400 rpm y 443 lb·pie (601 N·m) a las 5000 rpm de par máximo, cuyos materiales tanto del bloque del motor como de las cabezas son de aluminio, con un diámetro x carrera de 93 x 69,9 mm (3,66 x 2,75 pulgadas), una distribución de doble (DOHC) árbol de levas por cada bancada de cilindros y cuatro válvulas por cilindro (32 en total) con distribución de válvulas variable (VVT), alimentado vía inyección multipunto de combustible. Toda esa potencia se transfiere a través de una caja de cambios de doble embrague "Seamless Shift Gearbox" (SSG) de 7 velocidades desarrollada por Graziano. Tiene un peso total de 1313 kg (2895 libras), alrededor de 150 kg (331 libras) menos que el Audi R8 V10 Plus, que le da una relación potencia a peso de 428 HP por tonelada, proporcionándole una economía de combustible de 11,1 L/100 km (9 km/L; 21,2 mpgAm) y unas emisiones de CO2 de 258 g (9,1 onzas)/km.
Está revestido en carrocería de aluminio, lo que le permite un diseño de paneles intrincado. Retiene elementos clave de apariencia de la familia, tales como los faros delanteros y las calaveras derivadas del P1. También hay un mayor énfasis en el confort del interior, con estiba adicional en el habitáculo, acabados en cuero y una capacidad del maletero delantero de 144 litros (5,1 pies cúbicos), que es la mejor en su clase. El sistema de infoentrenenimiento está montado en una consola central flotante y la pantalla táctil IRIS de 7 pulgadas (17,8 cm) incluye navegación por satélite, Bluetooth y transmisión digital de audio. Un sistema de sonido de cuatro bocinas se incluye de serie, con la opción de un paquete mejorado disponible.
Los frenos carbono-cerámicos son de serie y viene con un diseño único de llantas de aleación forjadas de 19 pulgadas (48,3 cm) delante y de 20 pulgadas (50,8 cm) detrás, en neumáticos Pirelli P Zero Corsa. Las extensivas opciones de personalización y mejoras están disponibles a través de las especificaciones de "By McLAren" ofrecidas primero en el 675LT. Otras mejoras que incluían Alcantara, cuero y fibra de carbono también estaban disponibles para el interior. Las especificaciones de serie incluyen un interior totalmente de cuero, luces led y frenos carbono-cerámicos.
McLaren se centró en proporcionar "usabilidad diaria y capacidad de conducción" frente a las opciones de los modelos más deportivos de su gama, ofreciendo un mayor espacio de equipaje, una mayor capacidad de almacenamiento interior y opciones de tapicería de cuero.

## Variantes

### 540C
Fue presentado en el Salón del Automóvil de Shanghái de 2015, el modelo de la serie deportiva de nivel de entrada llamado '540C' que, como su nombre lo dice, desarrolla 540 CV (533 HP; 397 kW) y se centra en la "usabilidad diaria y la capacidad de conducción" todavía más que la de los 570S, con una mejor calidad de conducción en la ciudad. Es más barato que el 570S en 126 000 £ o unos 174 000 € y salió a la venta poco después de su debut en Shanghái. Llegará al mercado a principios de 2016.
Es el segundo modelo de la gama Sports Series y el más barato que da acceso a los deportivos de la marca. Está basado en un monocasco de carbono, en este caso desarrollado para un uso en el día a día, lo que le permite un peso en vacío de 1311 kg (2890 libras), según el fabricante, unos 150 kg (331 libras) menos que cualquier competidor.
En cuanto a motorización, equipa el mismo V8 biturbo de 3799 cm³ (3,8 litros), con una potencia de 540 CV (533 HP; 397 kW) a las 7500 rpm y un par máximo de 540 N·m (398 lb·pie) entre las 3500 y 6500 rpm, junto con un cambio SSG de siete marchas. Con esto es capaz de acelerar de 0 a 100 km/h (62 mph) en 3,5 segundos, de 0 a 200 km/h (124 mph) en 10,5 segundos y alcanzar una velocidad máxima de 320 km/h (199 mph).
El sistema de suspensión de doble triángulo delantero y trasero es nuevo, ya que la marca buscaba ofrecer con este modelo el McLaren más cómodo y utilizable de su gama. Prometía comodidad en carretera gracias a los amortiguadores adaptativos, con una puesta a punto pensada en el uso diario y diversos modos de conducción y niveles de dureza. Además del paquete aerodinámico específico, estaban disponibles llantas en acabado plata o "stealth".
En el interior, destaca la tapicería de cuero en los asientos, el salpicadero y los paneles de las puertas, así como el sistema de infoentretenimiento. El sistema 'Start-Stop' también está presente.

### 570GT

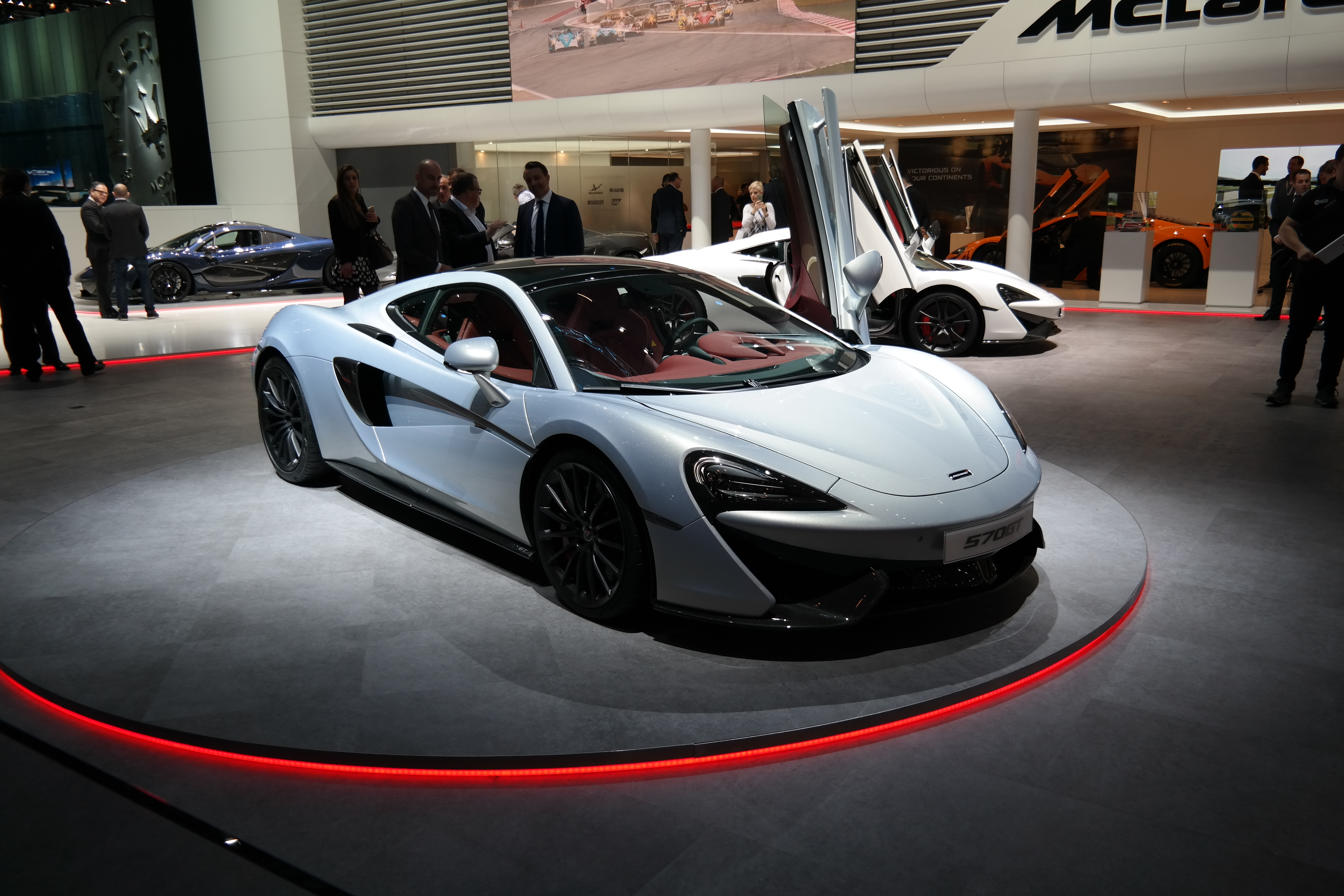
En el Salón del Automóvil de Ginebra de 2016.

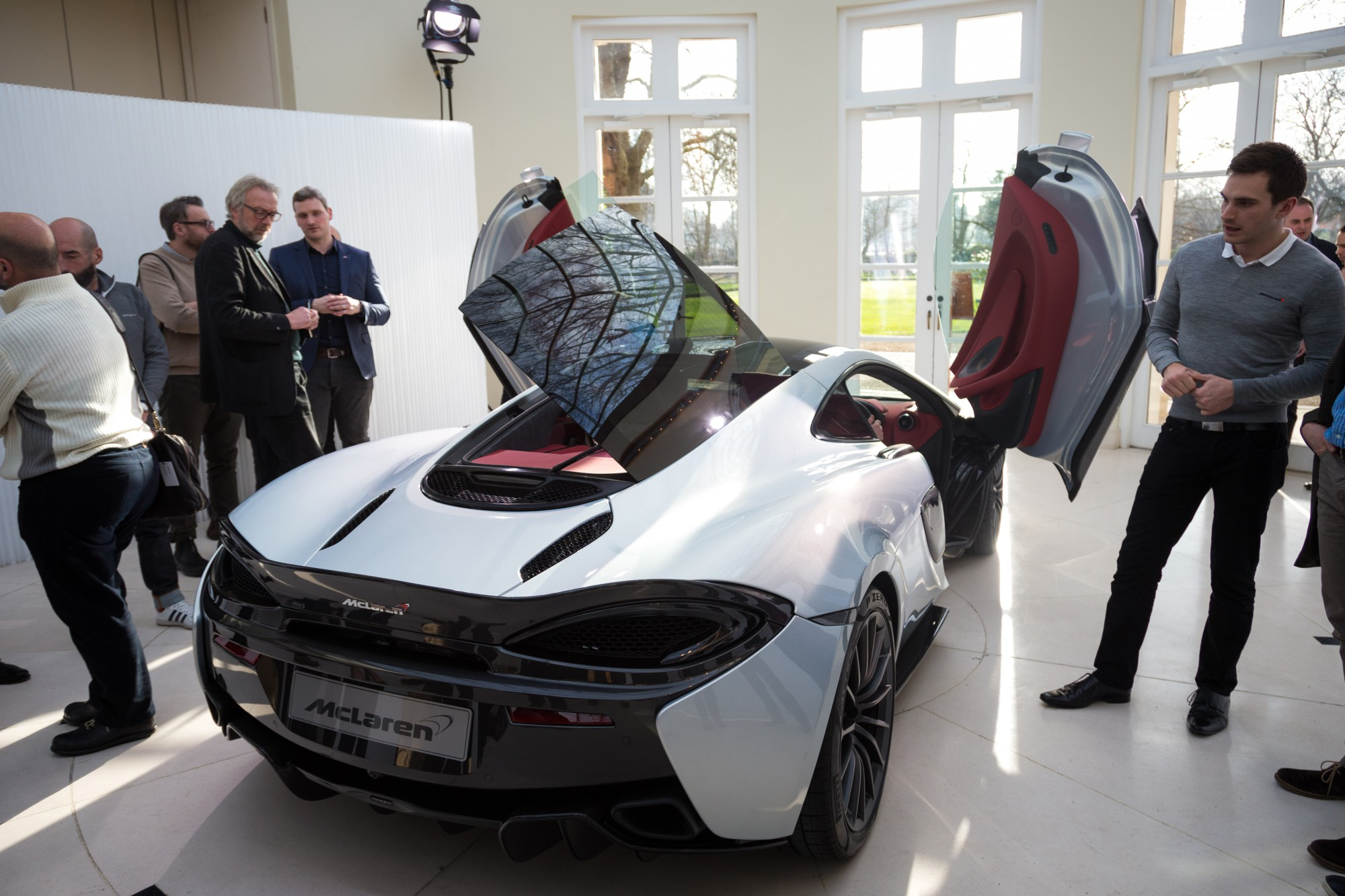
Vista trasera en Japón en 2016.

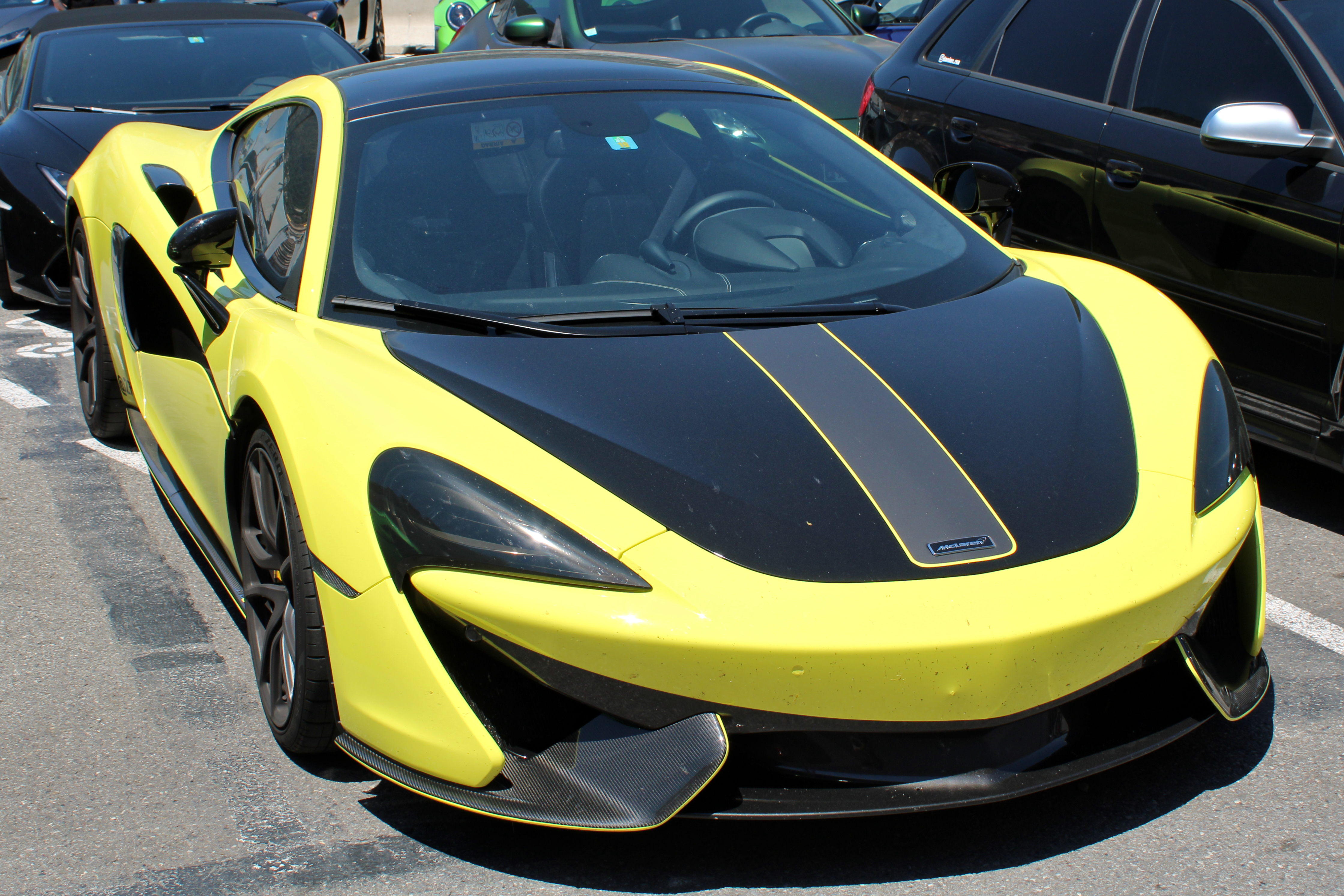
En Mónaco en 2019.

En el Salón del Automóvil de Ginebra de 2016, se mostró otra adición a la Serie Sport y la alineación 570: el 570GT, que es el menos enfocado en la pista y más digno para viajes por carretera. Presenta una portilla de carga de apertura lateral por encima del motor de montaje medio para el espacio de carga adicional; tiene ajustes de suspensión ligeramente más suaves y ha mejorado el aislamiento acústico.
Es uno de sus modelos de acceso, aunque eso no implica la pérdida de ciertas características, ya que la deportividad no está en contra del uso diario o la comodidad. Se ha dispuesto que sea un modelo de altas prestaciones que se pueda disfrutar más allá de los circuitos de velocidad. Deriva directamente del 570S, con el que comparte gran parte de los elementos. Como se especifica en sus siglas "GT", es un Gran Turismo con un enfoque más pragmático que deportivo.
Sus medidas se traducen en un habitáculo reducido para un máximo de dos pasajeros. Un rasgo característico, al igual que de otros modelos de fabricante, es la apertura de sus puertas en sentido vertical. Al tratarse de un modelo más enfocado al uso recreativo, tiene la capacidad de carga más grande de toda la gama al contar con dos maleteros: El principal está bajo una cubierta de cristal tras los asientos con 220 litros (7,8 pies cúbicos) de capacidad, a los que hay que sumar otros 150 litros (5,3 pies cúbicos) adicionales en un hueco justo en la parte frontal.
Tiene el mismo V8 biturbo de 3799 cm³ (3,8 litros), pero con unas prestaciones de 0 a 100 km/h (62 mph) en apenas 3,4 segundos, de 0 a 200 km/h (124 mph) en 9,8 segundos y una velocidad punta de 328 km/h (204 mph), con un consumo combinado homologado en el ciclo WLTP de 12,1 L/100 km (8,3 km/L; 19,4 mpgAm) recorridos.
Las entregas empezarían a finales de 2016 y prometía ser el McLaren más enfocado a la carretera, por lo tanto más utilizable a diario y también el más cómodo de todos. Su nivel de materiales, acabados y espacio de carga, era el mayor de la gama. Exteriormente es muy parecido al 570S Coupé, aunque en este caso tenía un paquete aerodinámico a la medida, así como las llantas específicas en diseño GT de 15 radios.
En el interior, de serie contaba con dos asientos forrados en cuero, eléctricos y calefactados con ocho ajustes y un techo panorámico de cristal tintado al 18%, que permite una mayor luminosidad en el habitáculo y más sensación de espacio. También destacaban los sensores de aparcamiento delanteros y traseros, la columna de dirección de ajuste eléctrico, las puertas "de cierre suave" o un sistema de escape menos sonoro que en el 570S Coupé, entre otros detalles. En cuanto a la insonorización del habitáculo, era mediante materiales aislantes o tecnologías, tales como el llamado "Pirelli Noise Cancelling System".
Estaba basado en un monocasco de fibra de carbono con un peso total de 1350 kg (2976 libras). La dureza de sus muelles era un 15% inferior al del resto de modelos Sports Series en el eje delantero y un 10% en el trasero, mientras que los amortiguadores variables tenían tres tipos de dureza: Normal, Sport y Track, que iban unidos a barras estabilizadoras en ambos ejes.
Sus emisiones de CO2 eran de 249 g (8,8 onzas)/km. Tenía un sistema de frenos con discos de acero de 370 mm (14,6 pulgadas) delante y 350 mm (13,8 pulgadas) detrás, con pinzas de cuatro pistones en ambos casos, con lo que lograba detenerse desde 100 km/h (62 mph) a 0 en 33 m (108 pies) y desde 200 km/h (124 mph) a 0 en 133 m (436 pies).

### 570S GT4 y Sprint

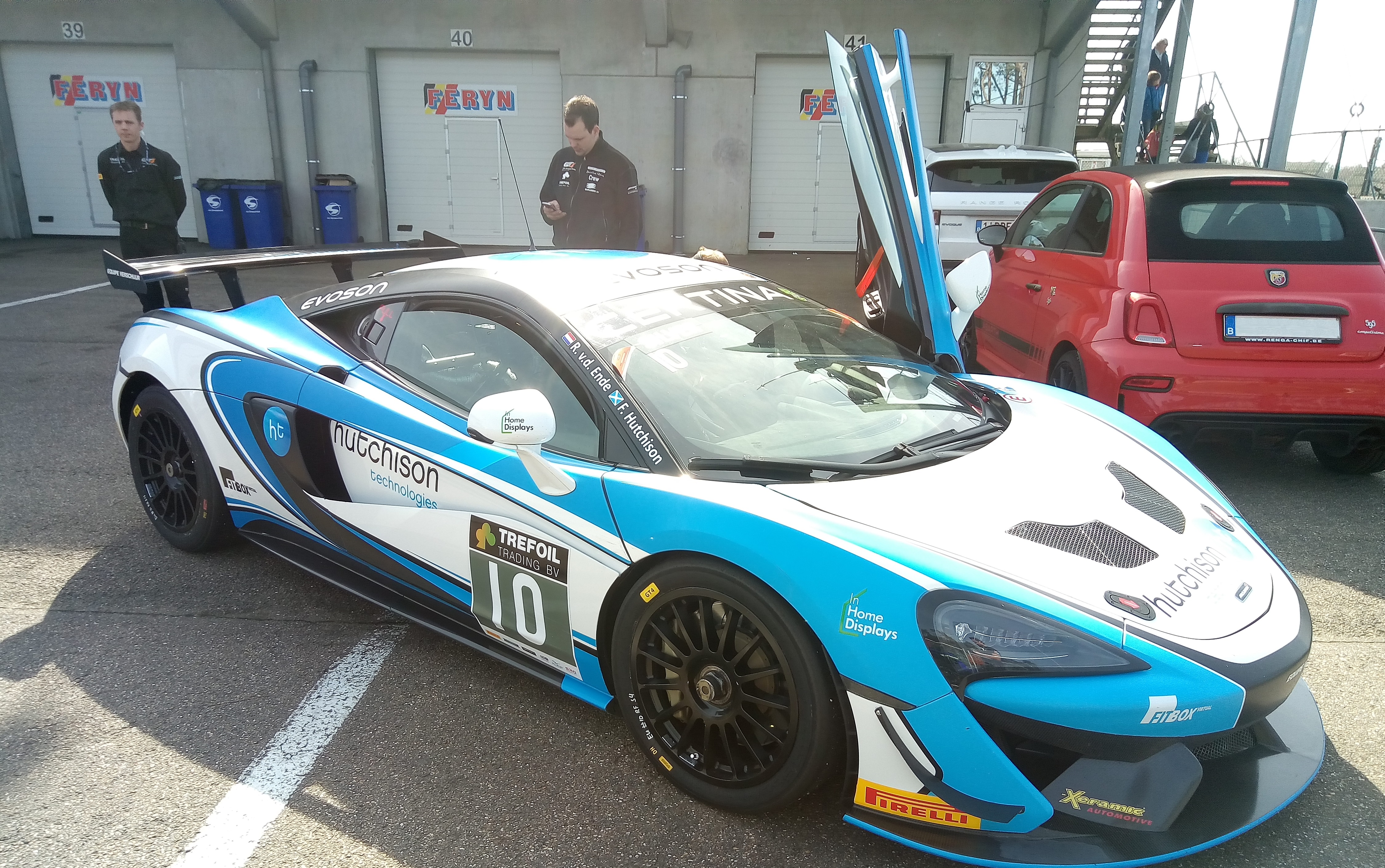
GT4 del equipo Verschuur, conducido por Ricardo van der Ende y Finlay Hutchison.

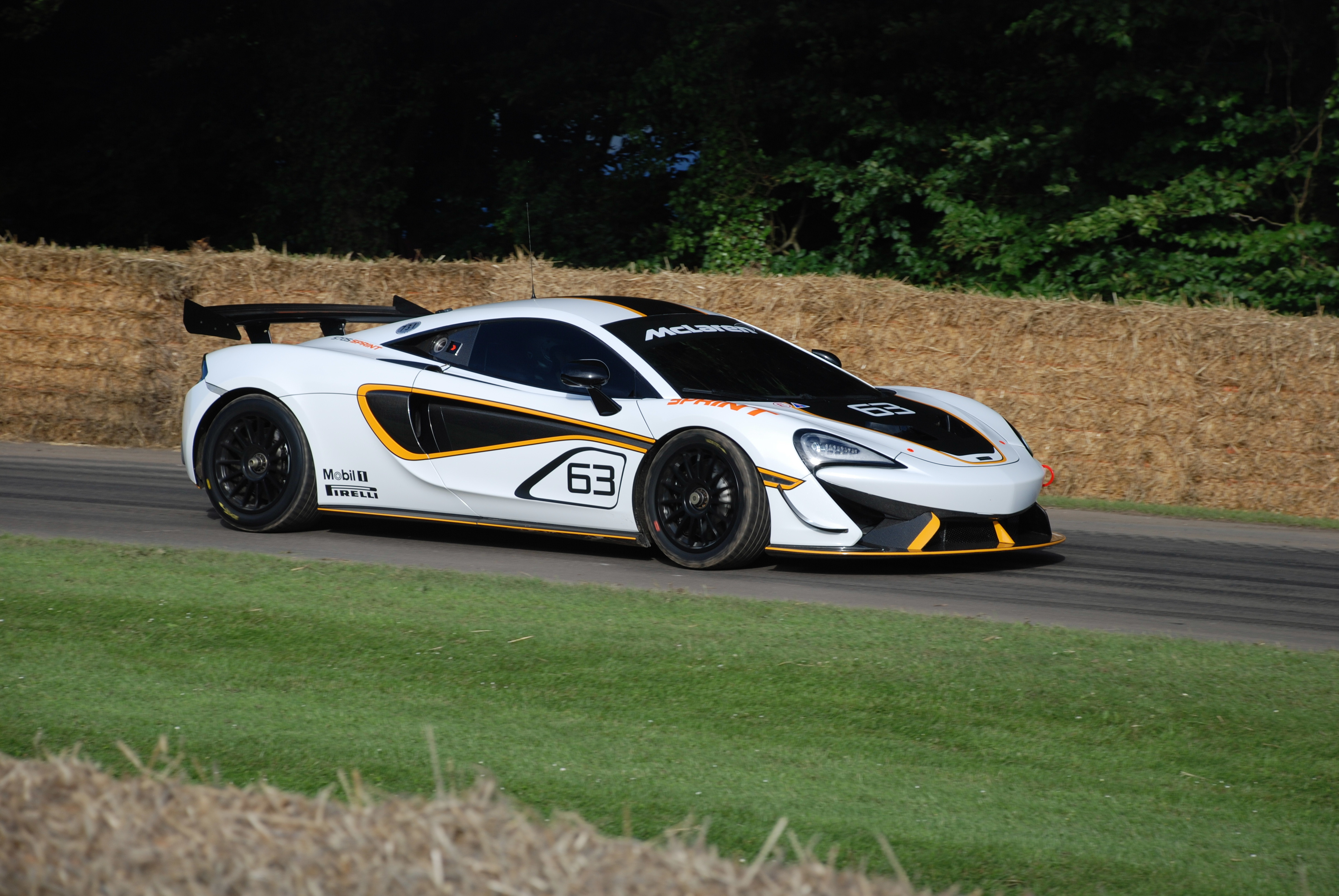
570S Sprint en el Festival de la Velocidad de Goodwood de 2016.

Anunciado en línea a principios de 2016 y haciendo su debut público en el Festival de la Velocidad de Goodwood, el 570S GT4 y el 570S Sprint son iteraciones modificadas para la pista del 570S. La firma divulgó poco después del anuncio, que los coches de pista fueron construidos junto a su modelo básico. Los cambios incluyen un nuevo sistema de suspensión neumática de aire, un paquete aerodinámico de estilo de carreras y ruedas de fijación central de aleación de magnesio envueltas en neumáticos slicks Pirelli. También se añadió un nuevo sistema de refrigeración y un radiador, pero el tren motriz permaneció sin cambios. El GT4 hizo su debut en las carreras en el campeonato GT británico en abril de 2016. El 570S Sprint se ha hecho comercialmente disponible para los clientes y fue construido junto con la contraparte GT4, pero sin las restricciones de la FIA requeridas en la categoría GT4. Los modelos ordenados supuestamente empezarían a llegar a los clientes a principios de 2017, mientras que el precio del 570S Spider era de 165 000 £.
El 570S GT4 está desarrollado por la división McLaren GT, la responsable de los modelos de competición de la firma y por los especialistas de la categoría CRS GT Limited. El objetivo era crear el bólido más veloz posible para pelear por victorias.
Dispone del mismo V8 biturbo de 3799 cm³ (3,8 litros) capaz de desarrollar, como su nombre lo indica, una potencia de 570 CV (562 HP; 419 kW). Su chasis fabricado en carbono y aluminio, destaca tanto por su ligereza como por su rigidez, además de aportar un nivel de protección al piloto que supera de las exigencias de la FIA. También tiene unas llantas de aleación de 18 pulgadas (45,7 cm) fabricadas en magnesio y firmadas por el especialista OZ.
Cuenta con un nuevo paquete aerodinámico que le dota de una imagen intimidante. Incluye también un nuevo paragolpes delantero, otro trasero, unas taloneras de nuevo diseño y un alerón trasero en la zaga de grandes dimensiones. Solamente habría un equipo que podría disponer de este vehículo: el Black Bull Ecurie Ecosse.
El 570S Sprint es un modelo que sería develado al mundo entero durante el Festival de la Velocidad de Goodwood en junio de 2016. Era el primer modelo creado para los circuitos de las Sports Series. Tomaba como base el 570S Coupé, con el que comparte el chasis de carbono MonoCell II y el mismo V8 biturbo de 3799 cm³ (3,8 litros), con una caja de cambios de doble embrague de siete velocidades. Todo lo demás fue creado específicamente para este coche, incluyendo el sistema de refrigeración delantero derivado directamente de los modelos GT4 de carreras. Tenía un nuevo frontal que integraba tomas de aire más amplias. El alerón posterior era más grande, rodando sobre slicks Pirelli y contaba con la mayor fuerza de sustentación generada por su aerodinámica. El interior incluía una jaula antivuelco y un asiento de competencia con arneses de seis puntos de anclaje. Opcionalmente estaba disponible un asiento de competencia para el pasajero. Adicionalmente, se ofrecía un paquete para cumplir con la normativa GT4, para que el coche pudiera participar en competencias oficiales. Por su parte, MSO, el departamento de personalización de la firma, ofrecía decoraciones racing y también estaba disponible en los colores tradicionales de McLaren. Se esperaba que las primeras unidades del 570S Sprint se comenzaran a entregar durante los primeros meses de 2017.

### 570S Spider

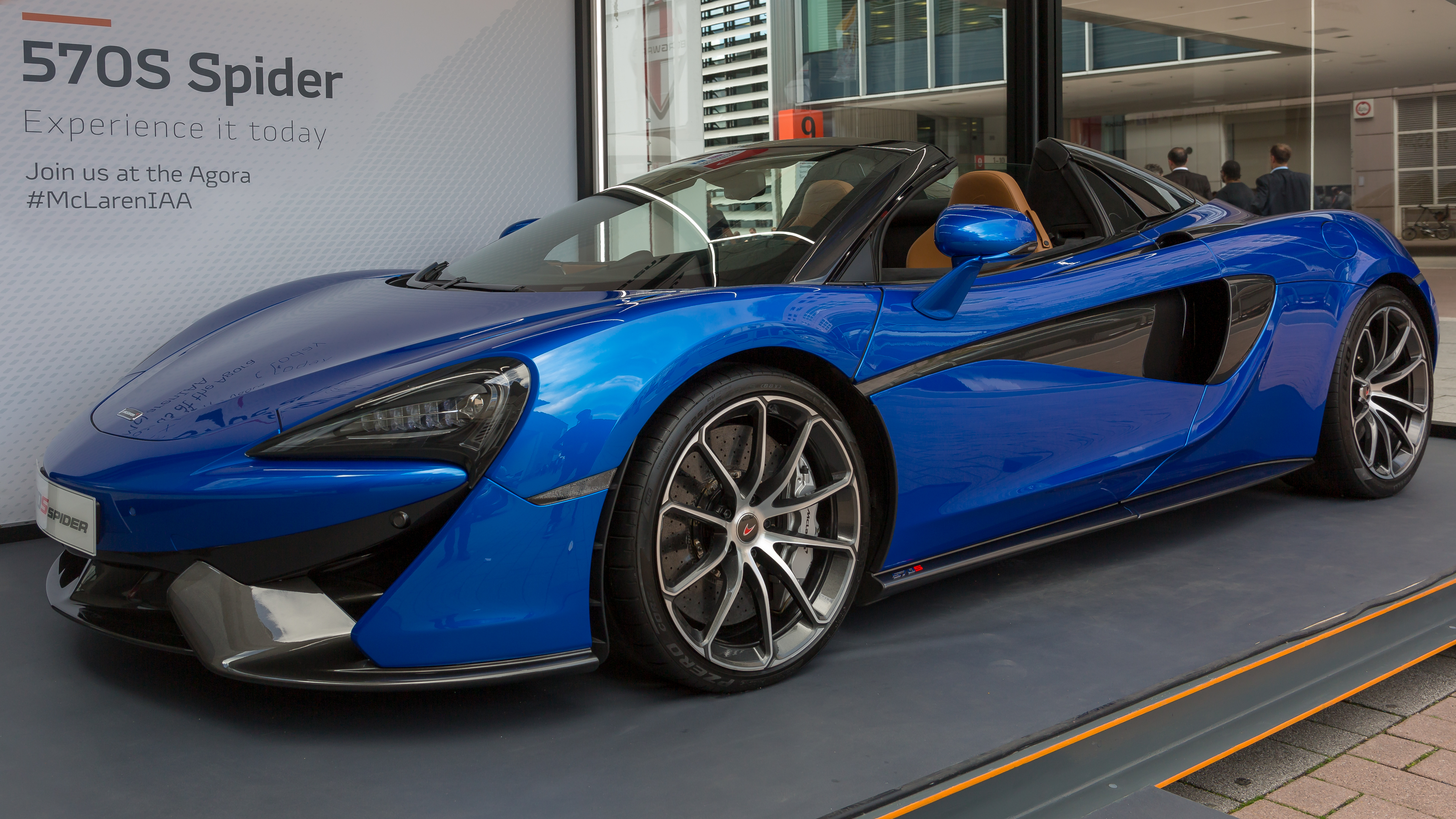
En el Salón del Automóvil de Fráncfort de 2017.

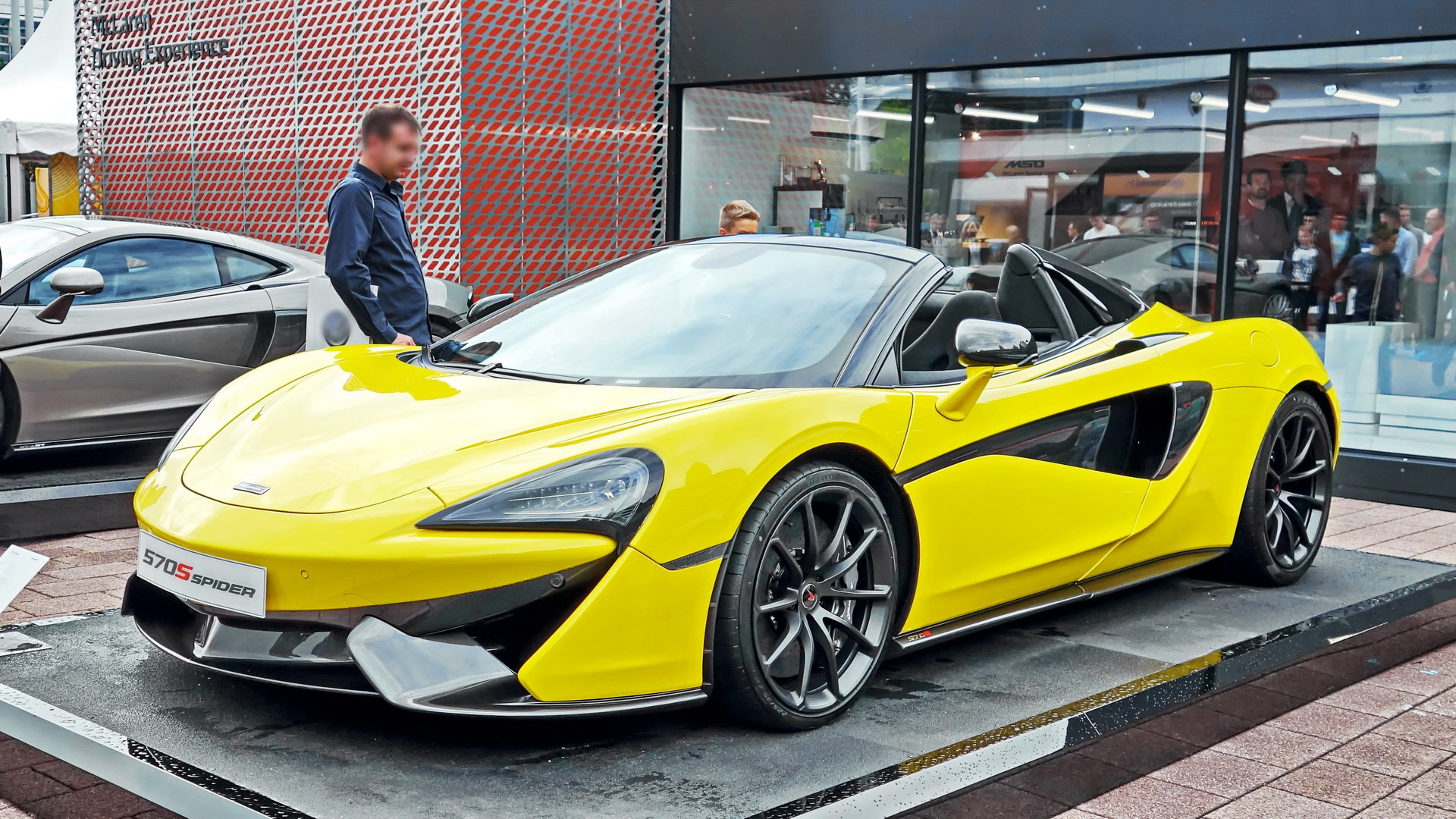
En Berlín en 2017.

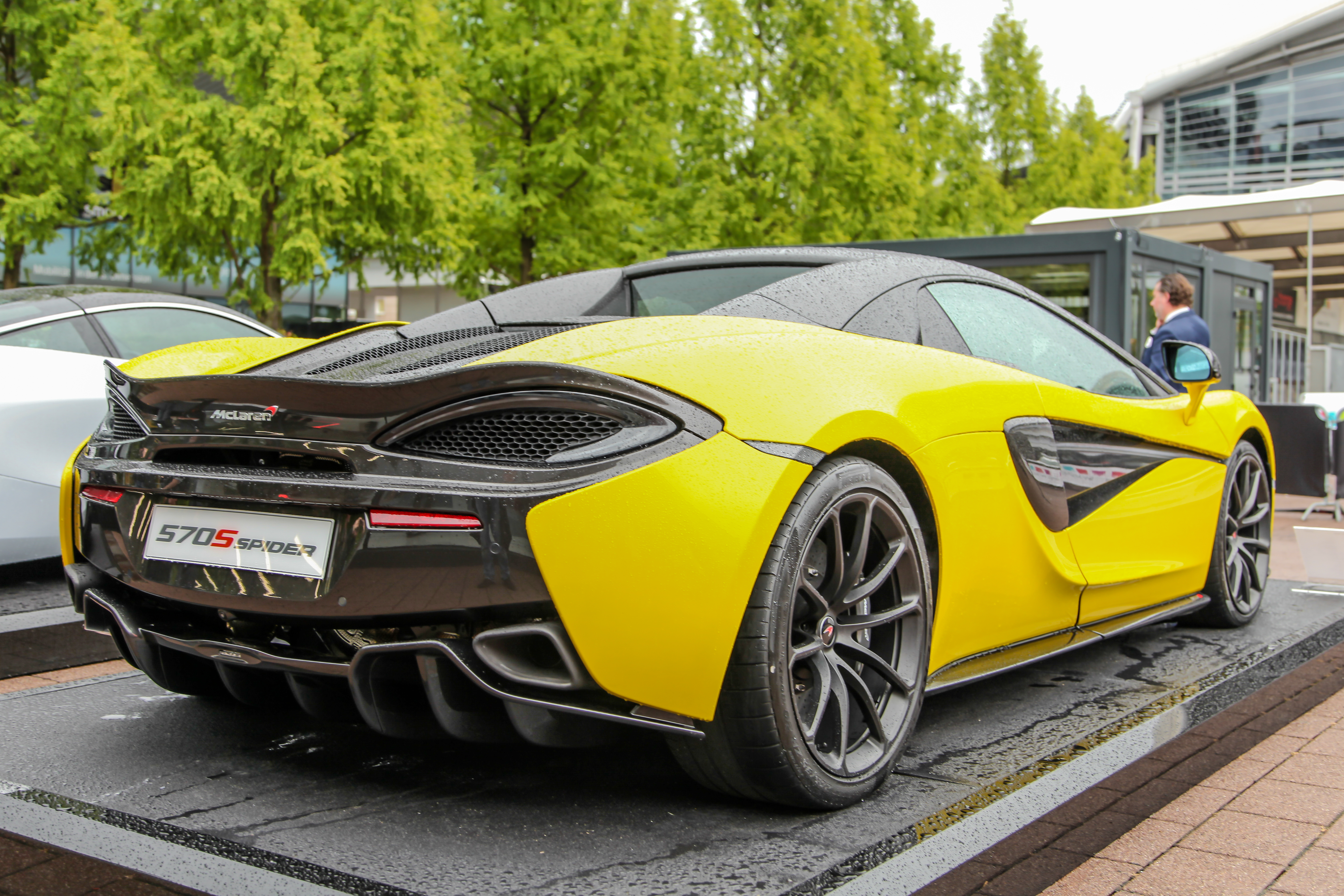
Vista trasera.

Fue presentado el 29 de junio de 2017 en el Festival de la Velocidad de Goodwood. El 570S Spider utiliza el mismo sistema de techo retráctil del 650S Spider y el 675LT Spider, el cual tarda 15 segundos en abrir o cerrar el techo.
Tiene una plataforma Monocell II de fibra de carbono, el cuarto modelo de la gama Sport Series de McLaren, la cual no pesa más que 46 kg (101 libras), con respecto a un 570S coupé con 1452 kg (3201 libras). El peso añadido se debe al sistema operativo del techo con motores, módulos, etc. El techo se compone de materiales ligeros.
Al igual que el 570S, cuenta con el mismo V8 biturbo de 3799 cm³ (3,8 litros), el cual produce 570 CV (562 HP; 419 kW) y 600 N·m (443 lb·pie) de par máximo, el cual va asociado a un cambio automático de doble embrague y siete relaciones. Sus prestaciones no varían con respecto al 570S coupé. Cuenta con suspensiones adaptativas, frenos carbono-cerámicos de 394 mm (15,5 pulgadas) delante y 380 mm (15,0 pulgadas) detrás. La dirección electrohidráulica es común con el 570S coupé. Acelera de 0 a 100 km/h (62 mph) en 3,2 segundos y tiene una velocidad máxima de 328 km/h (204 mph) a techo cerrado, mientras que si está abierto alcanza los 315 km/h (196 mph).
A nivel estético, los cambios también son mínimos. El spoiler trasero es 12 mm más alto que en el coupé y están las dos protuberancias a cada lado del coche, como en el 650S Spider o el Lamborghini Huracán, que soportan el techo e integran los arcos de seguridad. El 570S Spider tenía un precio de 185 085 €.
Combina el excepcional dinamismo y el refinamiento del 570S Coupé con el motor al aire libre. Fabricado a mano en Woking, Inglaterra, es el Spider de McLaren más asequible de la historia. En comparación con el Coupé, agrega un techo rígido retráctil perfectamente integrado que, cuando se baja, ofrece una experiencia más estimulante. El techo de dos piezas, que se ha diseñado utilizando tecnología probada en los 650S y 675LT Spider, está construido con paneles de compuestos ligeros y crea una apariencia elegante y resuelta, ya sea abierta o cerrada.
El chasis MonoCell II de fibra de carbono no sufre ninguna reducción en la resistencia ni en la rigidez, ni requiere acciones estructurales adicionales, lo que ha permitido diseñarlo y desarrollarlo con las estructuras de acero o aluminio. La combinación de una construcción ligera de fibra de carbono y un potente V8 biturbo, significa que es más poderoso y más ligero que otros Spider comparables, con una impresionante relación potencia a peso de 419 CV (413 HP; 308 kW) por tonelada de peso en seco más ligero. Acelera de 0 a 100 km/h (62 mph) en 3,2 segundos y a 200 km/h (124 mph) en 9,6 segundos. Como complemento, se encuentra un sistema de arranque y que contribuye a la eficiencia general, el cual devuelve un ahorro de combustible oficial de 10,7 L/100 km (9,3 km/L; 22,0 mpgAm) en el ciclo combinado NEDC; y unas emisiones de CO2 de 249 g (8,8 onzas)/km.
Cuenta con una pantalla de instrumentos TFT de 10 pulgadas (25,4 cm), que muestra información clave, como la velocidad del vehículo, las revoluciones del motor y el selector de marchas en la zona central, con información complementaria, como la navegación paso a paso en las áreas externas de la pantalla. También muestra la vista desde la cámara de marcha atrás en todo su ancho cuando la cámara está activa, lo que le brinda al conductor una vista más grande y clara de lo que hay detrás.
Todos los coches de la serie Sports se basan en MonoCell II: un monocasco de fibra de carbono con un peso de 75 kg (165 libras) increíblemente fuerte y un 25% más rígido que un chasis de aluminio comparable, con un margen de superioridad mayor sobre el acero. El interior de la serie Sports está construido alrededor de la posición del conductor, con asientos deportivos montados en la parte baja del habitáculo y una excelente visibilidad frontal. Los interruptores giratorios, los controles y los tallos montados en el volante, están diseñados para ser tan agradables al tacto como a la vista. Los asientos, las cubiertas de las puertas, el tablero de instrumentos y la consola central están tapizados por los artesanos y las artesanas del Centro de Producción McLaren, ya sea en cuero, cuero Nappa o Alcantara®.

### MSO X

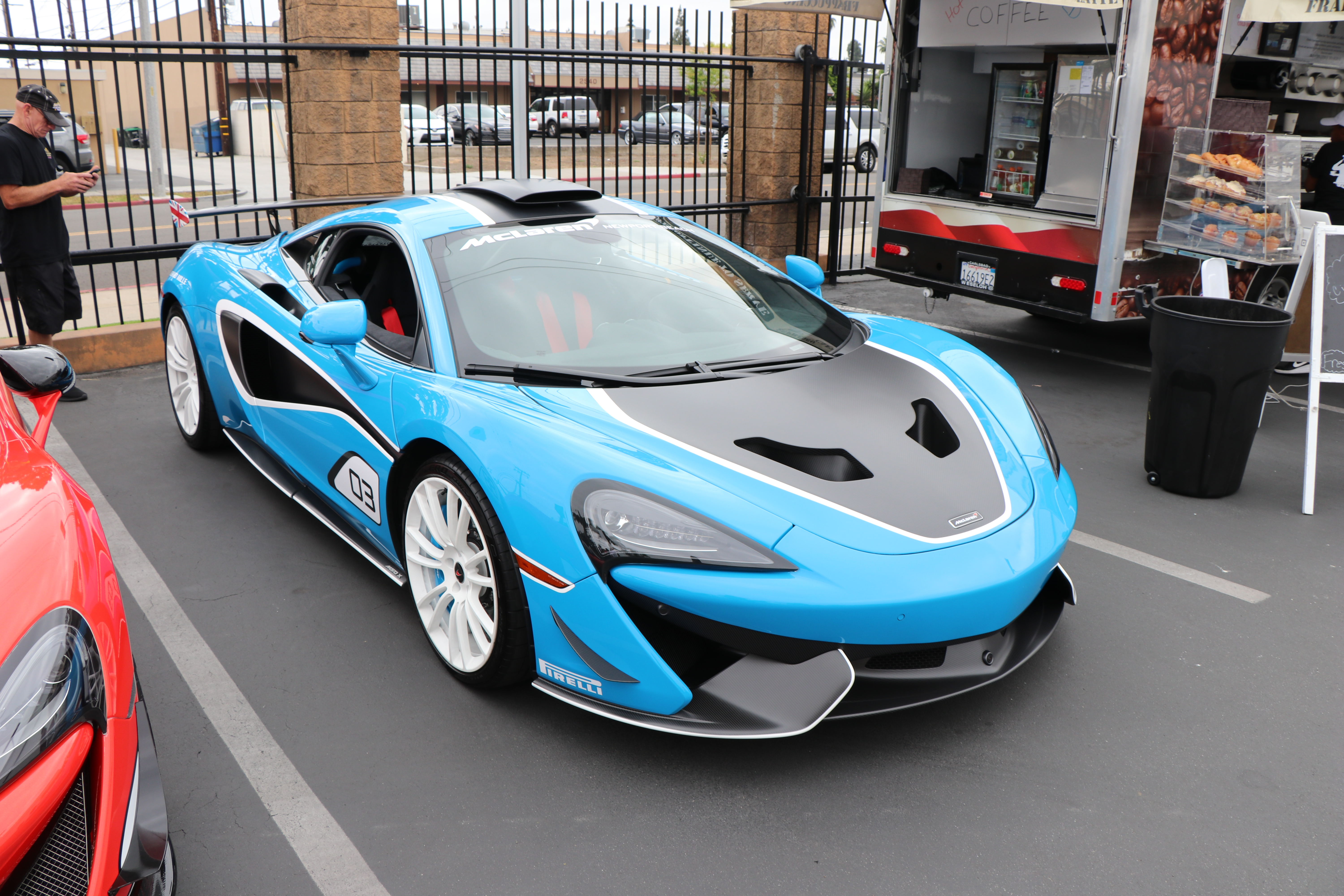
MSO X chasis #5.

Sus prestaciones mecánicas incluyen el mismo V8 biturbo y una caja de 7 velocidades de doble embrague, pero con revisiones y mejoras destinadas al 570S, con una potencia de 570 CV (562 HP; 419 kW).
Cuenta con características propias y únicas. Su producción estaba limitada, ya que solamente se fabricaron unas diez unidades. Entre los aspectos más notables, se redujo considerablemente el peso al reemplazar numerosas piezas por otras fabricadas en fibra de carbono, como el caso del capó, que dispone de unas tomas de aire extra las cuales ayudan con una elevación negativa que recae sobre la parte trasera del coche. Otro detalle son los laterales con ciertos aditamentos que mejoran el flujo de aire, igualmente el paragolpes trasero sufrió cambios, al incorporarse mejoras que colaboran con la carga aerodinámica.
Está pensado para la carretera, por ello equipa sensores de estacionamiento y otros que trabajan en conjunto con su paquete de Track Telemetry, elevador de nariz, así como otros elementos que lo ayudan a ser más manejable.
En su interior no se diferencia mucho del P1, aunque tiene una modificación en la bañera monocell, siendo más cómoda y de fácil acceso. Estos vehículos serían vendidos en el McLaren Newport Beach de California, mismos que fueron entregados a sus respectivos dueños durante una ceremonia especial organizada en Las Vegas.
Es parecido al 570S GT4, aunque en términos de diseño también hay rasgos del mundo de las carreras de resistencia, con una decoración inspirada en la de los McLaren F1 GTR de mediados de los años 1990. Entre las mejoras con respecto al modelo de serie, destacan el paquete aerodinámico con gran alerón trasero que genera 100 kg (220 libras) más de carga aerodinámica, la toma de aire de techo fabricada en fibra de carbono al estilo del F1 GTR Longtail de 1997, un sistema de escape de titanio, neumáticos Pirelli P Zero Corsa, capó de estilo GT4 con tomas de aire específicas o acabados en fibra de carbono brillante, como el techo, capó, taloneras, cubierta del motor, etc.
En su interior también se ofrece solamente lo básico para parecerse lo más posible a los modelos de competición, con un monocasco de carbono expuesto, asientos tipo baquet de carbono con arneses junto a cinturones convencionales, cuadro de instrumentos digital heredado del GT4, extintor de incendios, entre otras cosas. Aunque no deja de ser un coche de calle, ha mantenido el aire acondicionado, los sensores de estacionamiento, la cámara de visión trasera o el sistema neumático que levanta el eje delantero.

### 600LT

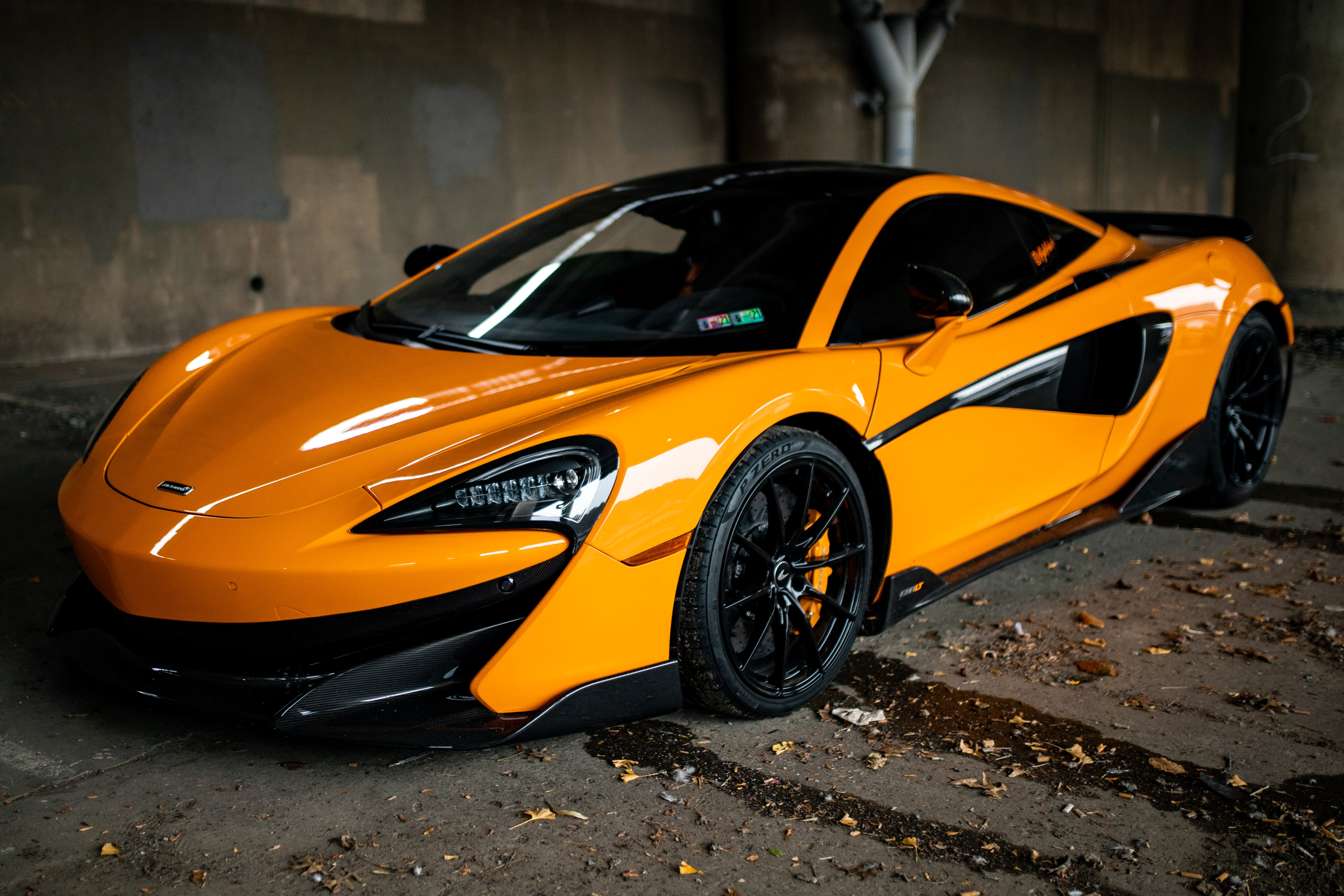
600LT naranja.

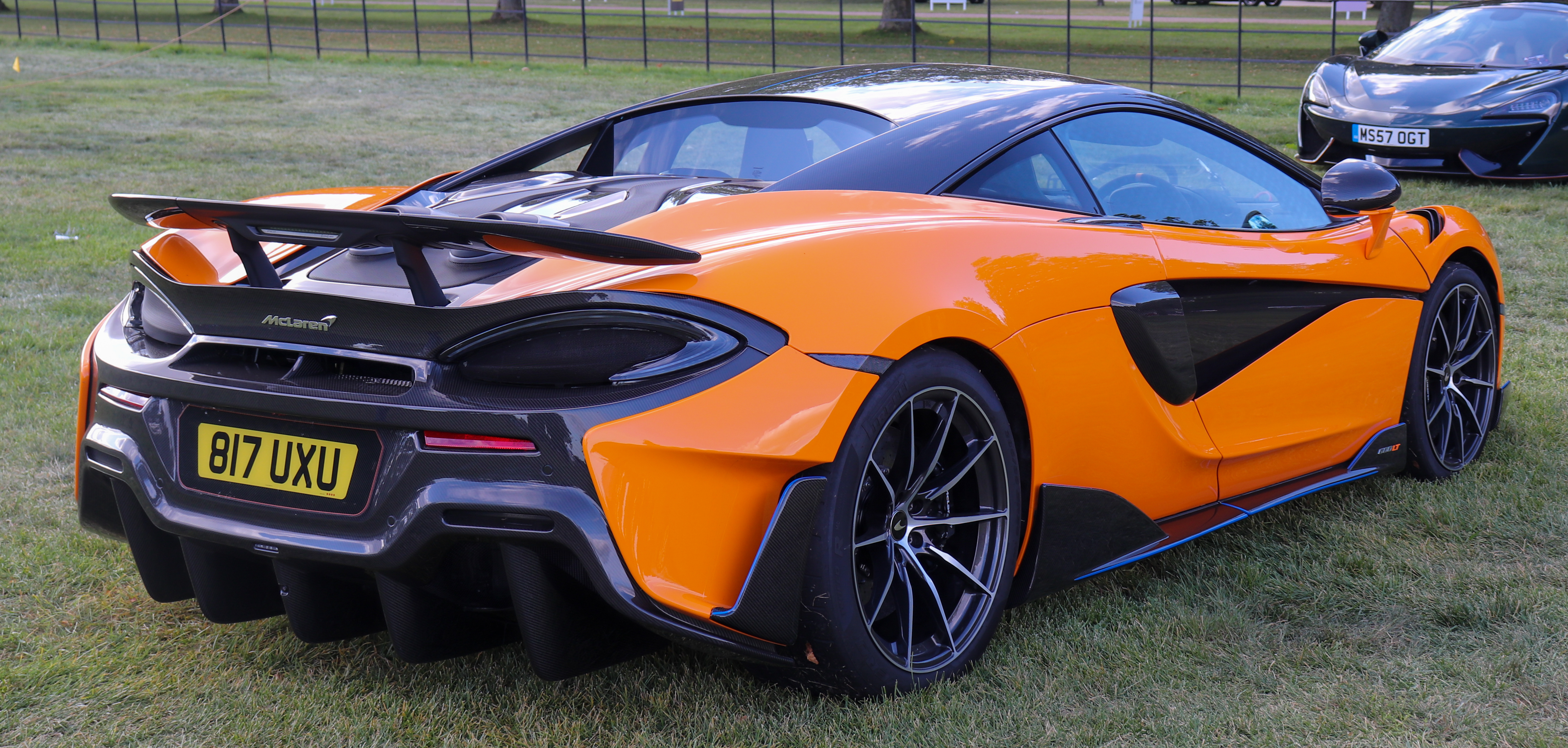
Vista trasera de un V8 S-A 3.8, en el Salón Privado del Salón del automóvil de coches clásicos del Concurso de la Elegancia de 2019, en el Palacio de Blenheim.

Fue presentado el 28 de junio del 2018. Está basado en el 570S y del cual es su versión más radical. Según McLaren, es el modelo más rápido, más poderoso y más orientado a circuitos y legal para calle que la división de altas prestaciones de la firma británica haya creado.
La silueta del 600LT crece 74 mm respecto al 570S. Tiene un splitter delantero más amplio, un difusor más grande y un alerón trasero rediseñado. Pierde 96 kg (212 libras) respecto al 570S, quedando en 1247 kg (2749 libras), con una relación potencia de peso de 481 CV por tonelada. El chasis está fabricado con fibra de carbono. Las salidas de escape también son muy especiales, ya que realzan la estética del vehículo, lo distinguen como un modelo especial, reducen peso y crean una experiencia de sonido muy particular.
Tiene el mismo V8 biturbo de 3799 cm³ (3,8 litros) con una serie de ajustes que, como su nombre indica, le permiten alcanzar los 600 HP (608 CV; 447 kW) de potencia a las 7500 rpm y 620 N·m (457 lb·pie) entre las 5500 y las 6500 rpm de par máximo. El sistema de enfriamiento fue optimizado, mientras el sistema de escape reduce su presión y ahora es más pequeño y extremo que incluso el de un McLaren Senna. Utiliza unos neumáticos Pirelli P Zero Trofeo R que se enfocan al circuito, una dirección más rápida y pedales más sensibles a las respuesta.
Tendría un precio de 185 500 £, que ya incluye el Pure McLaren Road Owner Track Day en un circuito de carreras con la instrucción de un piloto profesional. Su producción estaba muy limitada durante solamente un año.
Se integra en la gama de acceso a la familia deportiva, conocida como Sport Series, junto con otros modelos como el 540C, 570GT y el 570S. Es de este último del que deriva, aunque el nombre Long-Tail deja claro que es una versión más radical, con menos peso y más prestaciones. La primera vez que se le vio fue a mediados de 2018, durante la celebración del Festival de la Velocidad de Goodwood y pocos meses después fue presentada la variante descapotable: el 600LT Spider.
El coche implica un trabajo de preparación y desarrollo y todo el proceso arranca con un chasis monocasco fabricado en fibra de carbono de mínimo peso y alta resistencia. Se le denomina a esta estructura con el nombre MonoCell II que apenas pesa 75 kg (165 lb). Aunque el espacio de carga es un valor menor en un coche de este enfoque, tiene un maletero reducido de 150 litros (5,3 pies cúbicos) que no se puede ampliar, ya que se instala en la parte frontal. Equipa el mismo bloque fabricado en aluminio de alta resistencia, con el que logra una aceleración de 0 a 100 km/h (62 mph) en 2,9 segundos, de 0 a 200 km/h (124 mph) en 8,2 segundos y una velocidad punta de 328 km/h (204 mph). Este rendimiento es gracias en parte a un peso anunciado de 1356 kg (2989 libras).

### 600LT Spider

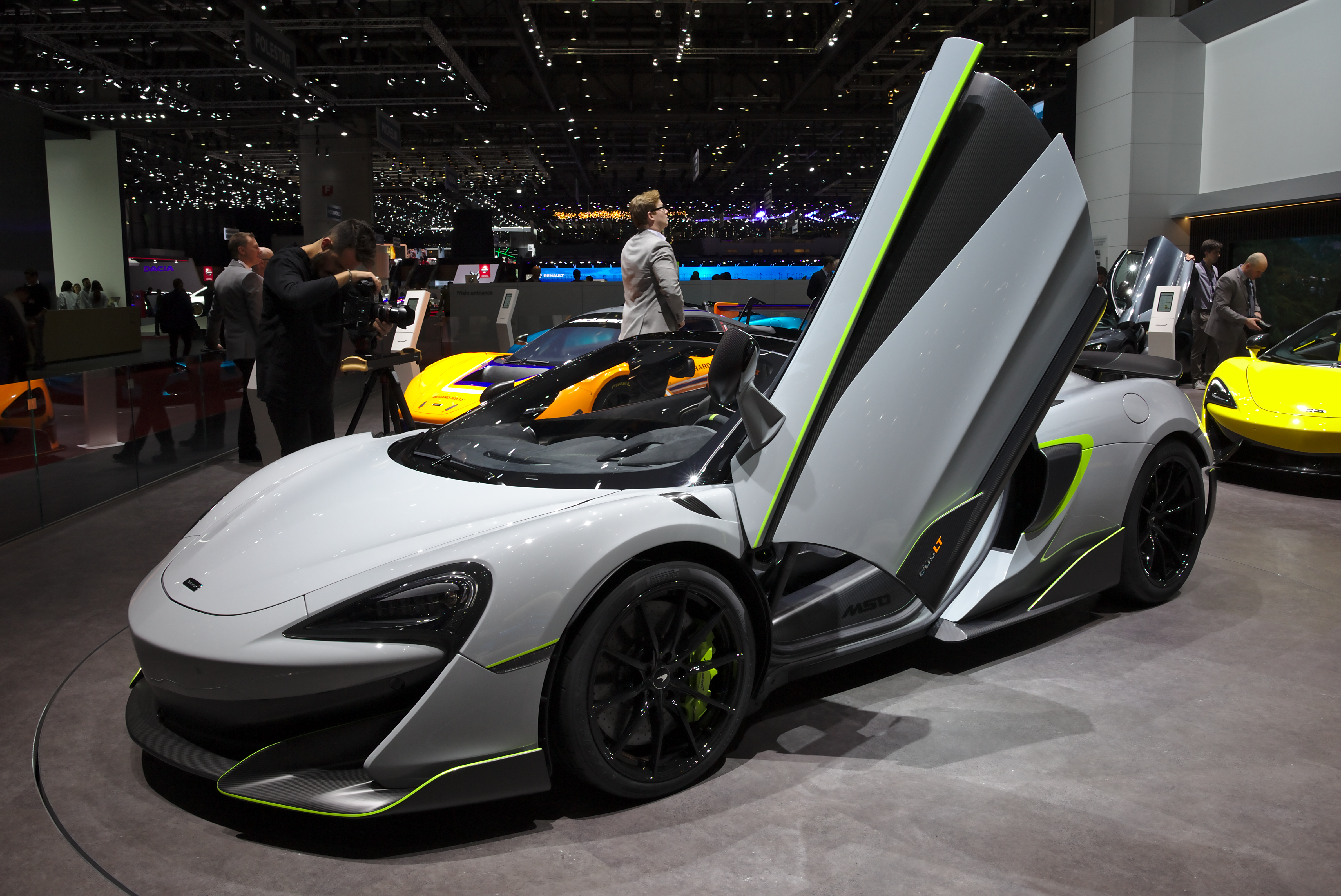
600LT Spider MSO en el Salón del Automóvil de Ginebra de 2019.

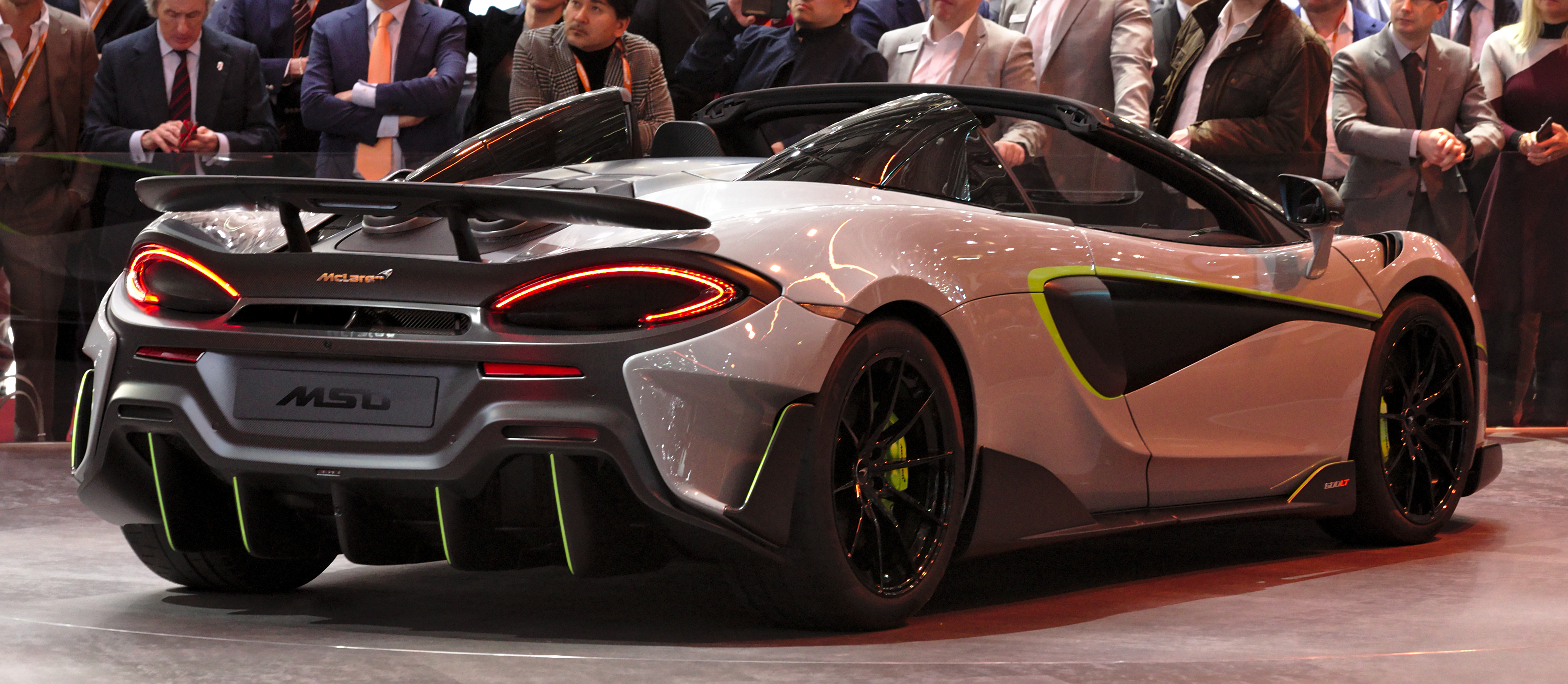
Vista trasera 3/4.

Se trata del quinto modelo del fabricante con el apellido Longtail (LT). Pesa 50 kg (110 libras) más que el coupé, para un total de 1297 kg (2859 libras), aunque no han hecho falta refuerzos estructurales, ya que el monocasco de carbono MonoCell II es igual de rígido. Con respecto al 570S Spider, el peso es hasta 100 kg (220 libras) inferior.
Cuenta con un techo rígido retráctil de accionamiento eléctrico, que se puede plegar y desplegar en marcha a una velocidad de hasta 40 km/h (25 mph). De serie incorpora un deflector de viento también eléctrico, que se puede activar de manera independiente al techo, lo que le permite evitar turbulencias.
Tiene el mismo V8 biturbo del coupé, con 600 CV (592 HP; 441 kW) de potencia y 620 N·m (457 lb·pie) de par motor máximo, con una nueva gestión electrónica, mejoras en refrigeración y un escape más corto. El motor va asociado a una caja de cambios automática de doble embrague SSG de siete velocidades, con lo que es capaz de acelerar de 0 a 100 km/h (62 mph) en 2,9 segundos, de 0 a 200 km/h (124 mph) en 8,4 segundos y alcanzar una velocidad máxima de 324 km/h (201 mph) con el techo puesto y 315 km/h (196 mph) descapotado.
Al igual que el Coupé, también tiene un alerón trasero fijo que genera la misma carga aerodinámica de 100 kg (220 libras) a 250 km/h (155 mph), o las salidas de escape en la parte superior de la zaga. La suspensión es de dobles triángulos en ambos ejes, con amortiguadores con una puesta a punto específica y también hay soportes de motor más rígidos, así como un equipo de frenos más ligero. Los neumáticos son Pirelli P-Zero Trofeo R a la medida.
En el habitáculo presenta tapicería de Alcantara con asientos de competición de fibra de carbono, heredados del McLaren P1, que opcionalmente pueden ser los todavía más ligeros del McLaren Senna. Para ahorrar peso al máximo, opcionalmente se puede prescindir del equipo de sonido y del climatizador. Este modelo era de producción limitada.

### 620R

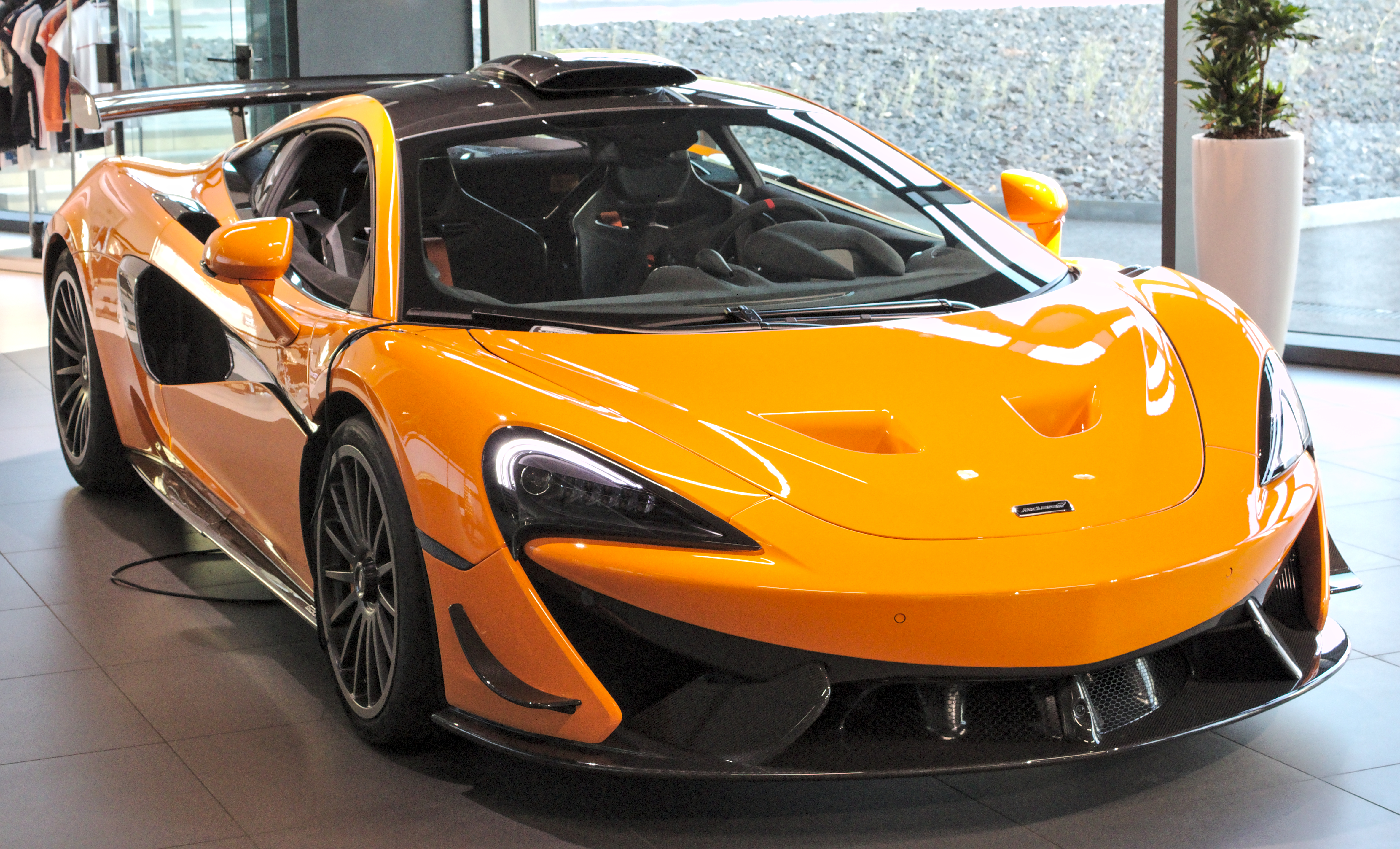
620R en Böblingen en 2019.

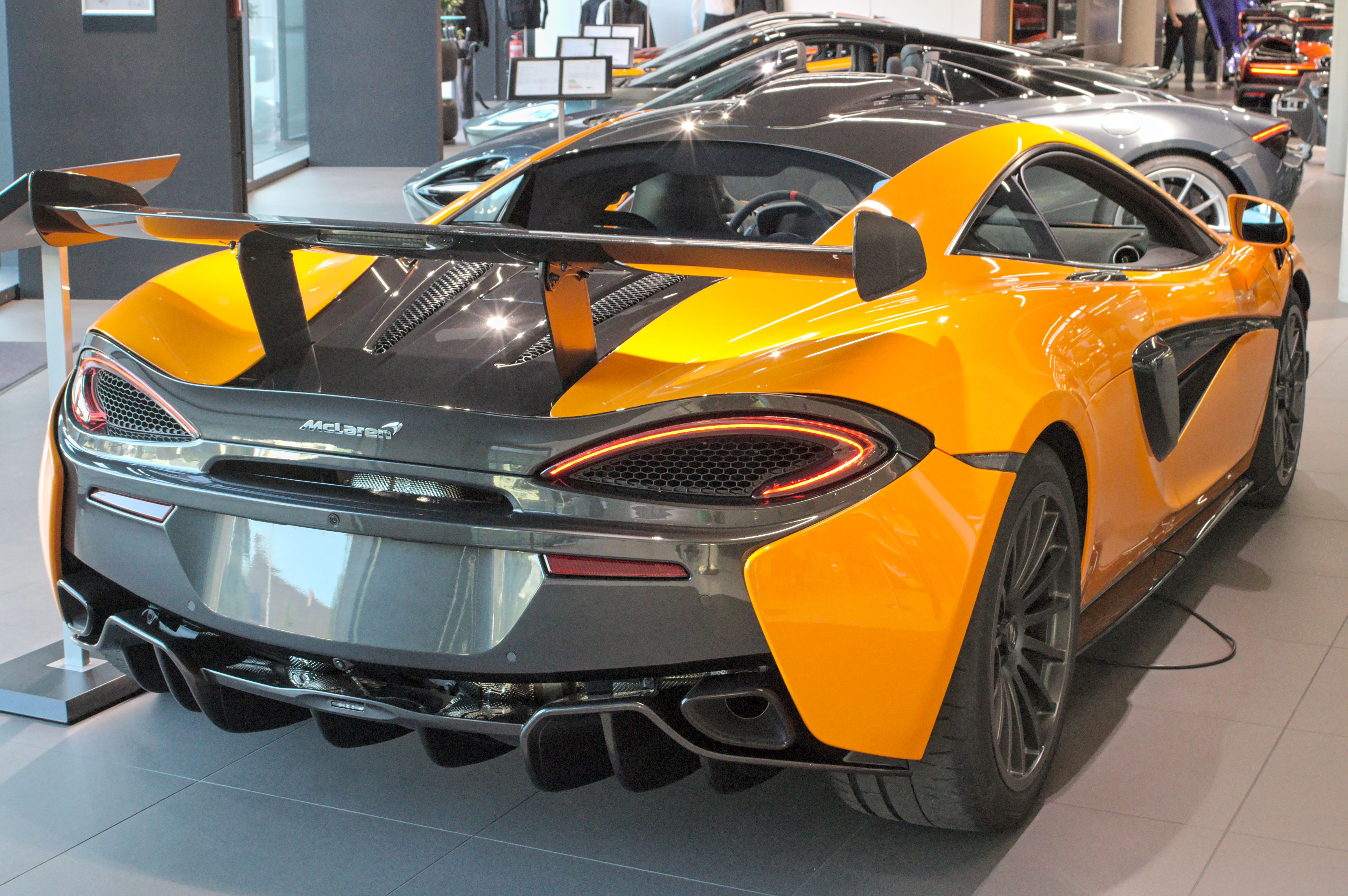
Vista trasera.

Es una nueva versión mucho más deportiva y radical que, aunque está homologado para circular por calle, en esencia está hecho para el circuito. Se trata de una edición limitada que es mucho más exclusiva, no solamente por precio, sino porque se han reducido las unidades previstas.
Es un modelo para calle, perteneciente a la gama de los «Sport Series» y heredero del 570S GT4. Lo que lo hace diferente no es solamente su diseño, sino la configuración del chasis que se ha le ajustado para ofrecer un nivel de prestaciones superior de la más alta competición.
Está basado en el 600LT, ya que solamente la estética es compartida, pero adopta elementos propios del GT4, como un spoiler trasero hecho de carbono que ofrece un sustento aerodinámico extra de hasta 185 kg (408 lb) a 250 km/h (155 mph). El mismo material que se ha utilizado para el chasis Monocell que rebaja el peso considerablemente, incluso en el interior con los asientos de cubo.
Para rebajar el peso, no cuenta con sistema de infoentretenimiento, solamente se monta en opción y a petición del propietario. Es una edición limitada que, en principio, contaba con 350 unidades, pero la exclusividad ha hecho que se vuelva una cifra reducida a 225 unidades. La producción extendería hasta finales de 2020, con entregas prácticamente inmediatas desde el mes de septiembre.
Es el 570S GT4 homologado para carretera y en edición limitada, el cual cuenta con su primer paquete más radical, denominado Pack R y firmado por McLaren Special Operations (MSO). Estaba disponible en Europa, así como en Oriente Medio y África. El Pack R cuenta con nuevas características destacando la nueva y generosa toma de aire para el techo, en fibra de carbono en acabado brillante, la cual es completamente funcional y se inspira en el McLaren F1 Longtail, que se puede equipar además con una cámara para grabar. También ofrece un nuevo sistema de escape SuperSports en titanio, ya que el de serie es de acero inoxidable, que aumenta su sonido en hasta 5 decibelios, además de ser más nítido y deportivo. Se añaden unas nuevas aletas para los aerodinámicas paragolpes delanteros, también en fibra de carbono vista, así como un interior más exclusivo con más detalles en ese mismo material, como la consola o el túnel central, que se combina con Alcantara que tapiza los asientos, el salpicadero o el volante. Con todo lo anterior y un peso de 1282 kg (2826 libras), le permite una aceleración desde parado hasta los 100 km/h (62 mph) en 2,9 segundos y hasta los 200 km/h (124 mph) en 8,1 segundos, con una velocidad máxima de 322 km/h (200 mph).